# Michel Lebel
Michel Lebel (ur. 29 sierpnia 1944) – urodzony w Rumunii brydżysta reprezentujący Francję, World Grand Master w kategorii Open (WBF), European Grand Master oraz European Champion w kategorii Open (EBL).

## Wyniki brydżowe

### Olimpiady
Na olimpiadach uzyskał następujące rezultaty:
| Olimpiady brydżowe. Zawody teamów | Olimpiady brydżowe. Zawody teamów | Olimpiady brydżowe. Zawody teamów | Olimpiady brydżowe. Zawody teamów | Olimpiady brydżowe. Zawody teamów | Olimpiady brydżowe. Zawody teamów |
| Rok                               | Miejsce                           | Zawody                            | Kategoria                         | Drużyna                           | Pozycja                           |
| --------------------------------- | --------------------------------- | --------------------------------- | --------------------------------- | --------------------------------- | --------------------------------- |
| 1980                              | Valkenburg                        | 6. Olimpiada Teamów               | Open                              | France                            | 1                                 |
| 1976                              | Monte Carlo                       | 5. Olimpiada Teamów               | Open                              | France                            | 6                                 |
| 1972                              | Miami Beach                       | 4. Olimpiada Brydżowa             | Open                              | France                            | 4                                 |

| Olimpiady brydżowe. Zawody Indywidualne | Olimpiady brydżowe. Zawody Indywidualne | Olimpiady brydżowe. Zawody Indywidualne | Olimpiady brydżowe. Zawody Indywidualne | Olimpiady brydżowe. Zawody Indywidualne |
| Rok                                     | Miejsce                                 | Zawody                                  | Kategoria                               | Pozycja                                 |
| --------------------------------------- | --------------------------------------- | --------------------------------------- | --------------------------------------- | --------------------------------------- |
| 2008                                    | Pekin                                   | 1 Olimpiada Sportów Umysłowych          | Open                                    | 28                                      |

### Zawody światowe
W światowych zawodach zdobył następujące lokaty:
| Mistrzostwa Świata. Konkurencja teamów | Mistrzostwa Świata. Konkurencja teamów | Mistrzostwa Świata. Konkurencja teamów | Mistrzostwa Świata. Konkurencja teamów | Mistrzostwa Świata. Konkurencja teamów | Mistrzostwa Świata. Konkurencja teamów |
| Rok                                    | Miejsce                                | Zawody                                 | Kategoria                              | Drużyna                                | Pozycja                                |
| -------------------------------------- | -------------------------------------- | -------------------------------------- | -------------------------------------- | -------------------------------------- | -------------------------------------- |
| 2011                                   | Veldhoven                              | 40. Mistrzostwa Świata Teamów          | Trans                                  | Payen                                  | 68                                     |
| 2010                                   | Filadelfia                             | 13. Seria Mistrzostw Świata            | Open                                   | Payen                                  | 65                                     |
| 2002                                   | Montreal                               | 11 Mistrzostwa Świata                  | Open                                   | Zimmermann                             | 9                                      |
| 1998                                   | Lille                                  | 10. Mistrzostwa Świata                 | Open                                   | Cronier                                | 33                                     |
| 1995                                   | Pekin                                  | 32. Mistrzostwa Świata Teamów          | Open                                   | France                                 | 3                                      |
| 1986                                   | Miami Beach                            | 7. Mistrzostwa Świata                  | Open                                   | Damiani                                | 4                                      |
| 1983                                   | Sztokholm                              | 26. Mistrzostwa Świata Teamów          | Open                                   | France                                 | 3                                      |
| 1982                                   | Biarritz                               | 6 Mistrzostwa Świata                   | Open                                   | Schemeil                               | 1                                      |
| 1978                                   | Nowy Orlean                            | 5. Mistrzostwa Świata                  | Open                                   | Chemla                                 | 3                                      |
| 1975                                   | Southampton                            | 21. Mistrzostwa Świata Teamów          | Open                                   | France                                 | 3                                      |
| 1974                                   | Wenecja                                | 20. Mistrzostwa Świata Teamów          | Open                                   | France                                 | 5                                      |

| Mistrzostwa Świata. Konkurencja par | Mistrzostwa Świata. Konkurencja par | Mistrzostwa Świata. Konkurencja par | Mistrzostwa Świata. Konkurencja par | Mistrzostwa Świata. Konkurencja par | Mistrzostwa Świata. Konkurencja par |
| Rok                                 | Miejsce                             | Zawody                              | Kategoria                           | Partner                             | Pozycja                             |
| ----------------------------------- | ----------------------------------- | ----------------------------------- | ----------------------------------- | ----------------------------------- | ----------------------------------- |
| 2010                                | Filadelfia                          | 13. Mistrzostwa Świata              | Open                                | Bernard Payen                       | 234                                 |
| 1990                                | Genewa                              | 8. Mistrzostwa Świata               | Open                                | Michel Corn                         | 37                                  |
| 1986                                | Miami Beach                         | 7. Mistrzostwa Świata               | Open                                | Philippe Cronier                    | 37                                  |
| 1982                                | Biarritz                            | 6. Mistrzostwa Świata               | Open                                | Pierre Soulet                       | 24                                  |

| Mistrzostwa Świata. Konkurencja indywidualna | Mistrzostwa Świata. Konkurencja indywidualna | Mistrzostwa Świata. Konkurencja indywidualna | Mistrzostwa Świata. Konkurencja indywidualna | Mistrzostwa Świata. Konkurencja indywidualna | Mistrzostwa Świata. Konkurencja indywidualna |
| Rok                                          | Miejsce                                      | Zawody                                       | Kategoria                                    | Pozycja                                      |                                              |
| -------------------------------------------- | -------------------------------------------- | -------------------------------------------- | -------------------------------------------- | -------------------------------------------- | -------------------------------------------- |
| 1996                                         | Paryż                                        | 3. Indywidualne Mistrzostwa Świata           | Open                                         | 9                                            |                                              |
| 1994                                         | Paryż                                        | 2. Indywidualne Mistrzostwa Świata           | Open                                         | 24                                           |                                              |
| 1992                                         | Paryż                                        | 1. Indywidualne Mistrzostwa Świata           | Open                                         | 21                                           |                                              |

### Zawody europejskie
W europejskich zawodach zdobył następujące lokaty:
| Zawody europejskie. Konkurencja teamów | Zawody europejskie. Konkurencja teamów | Zawody europejskie. Konkurencja teamów | Zawody europejskie. Konkurencja teamów | Zawody europejskie. Konkurencja teamów | Zawody europejskie. Konkurencja teamów |
| Rok                                    | Miejsce                                | Zawody                                 | Kategoria                              | Drużyna                                | Pozycja                                |
| -------------------------------------- | -------------------------------------- | -------------------------------------- | -------------------------------------- | -------------------------------------- | -------------------------------------- |
| 2013                                   | Ostenda                                | 6. Otwarte Mistrzostwa Europy          | Open                                   | Lebel                                  | 25                                     |
| 2009                                   | San Remo                               | 4. Otwarte Mistrzostwa Europy          | Open                                   | Payen                                  | 17                                     |
| 2008                                   | Amsterdam                              | 7. Puchar Europy                       | Open                                   | FNC France                             | 11                                     |
| 2005                                   | Teneryfa                               | 2 Otwarte Mistrzostwa Europy           | Open                                   | Izisel                                 | 68                                     |
| 2003                                   | Mentona                                | 1. Otwarte Mistrzostwa Europy          | Open                                   | Zimmermann                             | 73                                     |
| 1995                                   | Vilamoura                              | 42. Mistrzostwa Europy Teamów          | Open                                   | France                                 | 2                                      |
| 1993                                   | Mentona                                | 41. Mistrzostwa Europy Teamów          | Open                                   | France                                 | 7                                      |
| 1987                                   | Brighton                               | 38. Mistrzostwa Europy Teamów          | Open                                   | France                                 | 7                                      |
| 1985                                   | Salsomaggiore                          | 37. Mistrzostwa Europy Teamów          | Open                                   | France                                 | 3                                      |
| 1983                                   | Wiesbaden                              | 36. Mistrzostwa Europy Teamów          | Open                                   | France                                 | 1                                      |
| 1979                                   | Lozanna                                | 34. Mistrzostwa Europy Teamów          | Open                                   | France                                 | 3                                      |
| 1974                                   | Herclijja                              | 31. Mistrzostwa Europy Teamów          | Open                                   | France                                 | 1                                      |
| 1973                                   | Ostenda                                | 30. Mistrzostwa Europy Teamów          | Open                                   | France                                 | 2                                      |

| Zawody europejskie. Konkurencja par | Zawody europejskie. Konkurencja par | Zawody europejskie. Konkurencja par | Zawody europejskie. Konkurencja par | Zawody europejskie. Konkurencja par | Zawody europejskie. Konkurencja par |
| Rok                                 | Miejsce                             | Zawody                              | Kategoria                           | Partner                             | Pozycja                             |
| ----------------------------------- | ----------------------------------- | ----------------------------------- | ----------------------------------- | ----------------------------------- | ----------------------------------- |
| 2009                                | San Remo                            | 4. Otwarte Mistrzostwa Europy       | Open                                | Paul Chemla                         | 198                                 |
| 1989                                | Salsomaggiore                       | 5 Mistrzostwa Europy Par            | Open                                | Robert Reiplinger                   | 54                                  |
| 1987                                | Paryż                               | 4. Mistrzostwa Europy Par           | Open                                | Philippe Cronier                    | 2                                   |
| 1976                                | Cannes                              | 1. Mistrzostwa Europy Par           | Open                                | Paul Chemla                         | 1                                   |

## Klasyfikacja
- Michel Lebel – klasyfikacja WBF (ang.)
- Michel Lebel – klasyfikacja EBL (ang.)